# Cmentarz wojenny nr 319 – Uście Solne

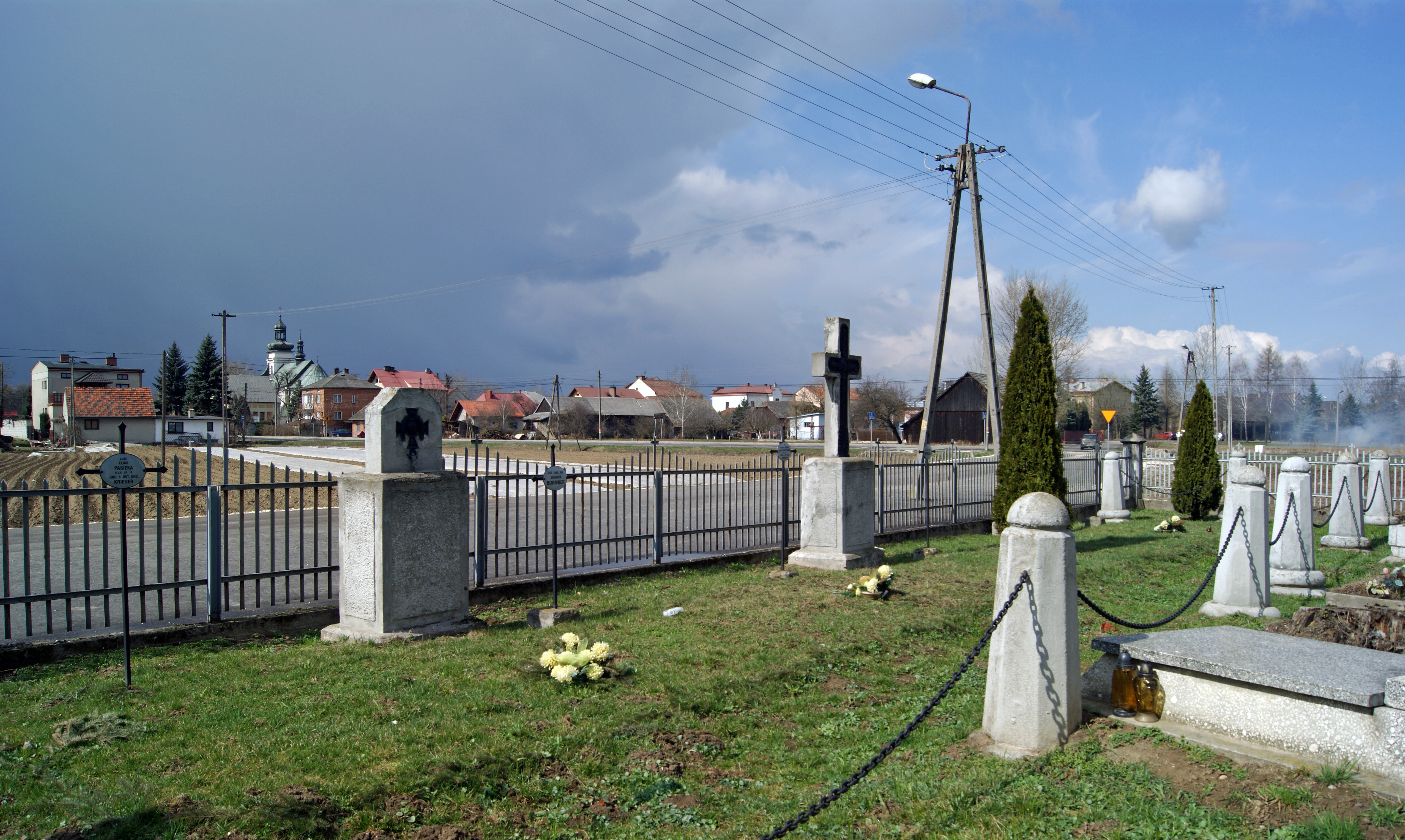
Widok ze wschodu

Cmentarz wojenny nr 319 – Uście Solne – cmentarz z I wojny światowej, zaprojektowany przez Franza Starka znajdujący się we wsi Uście Solne w powiecie brzeskim, w gminie Szczurowa. Jeden z ponad 400 zachodniogalicyjskich cmentarzy wojennych zbudowanych przez Oddział Grobów Wojennych C. i K. Komendantury Wojskowej w Krakowie.
Cmentarz znajduje się na terenie cmentarza parafialnego, z lewej strony przy jego wejściu. Cmentarz ma kształt prostokąta o powierzchni około 104 m². Otoczony jest z 3 stron ogrodzeniem z betonowych słupków i żelaznych łańcuchów. Centralnym pomnikiem jest betonowy obelisk, na którym znajduje się betonowy krzyż z nałożonym metalowym krzyżem w kształcie miecza z datą 1914. Z obu stron centralnego krzyża znajdują się betonowe podesty zwieńczone betonowymi płytami w kształcie steli, na których znajdują się żeliwne krzyże z datą 1915.
Na cmentarzu jest pochowanych 40 żołnierzy w trzech grobach zbiorowych oraz 2 pojedynczych poległych latach 1914–1915:
- 40 Austriaków m.in. z 15 Pułk Piechoty Austro-Węgier, 20 Pułk Piechoty k.u. Landwehry, 9 Pułk Huzarów Honwedu Austro-Węgier, 10 Pułk Huzarów Honwedu Austro-Węgier, 11 Pułk Huzarów Honwedu Austro-Węgier.